# Millénaire capétien
Le millénaire capétien est un événement organisé en 1987 en France pour la célébration du 1000e anniversaire de l'avènement d'Hugues Capet. C'est par décret (du 22 janvier 1987) du président de la République, François Mitterrand, et sous son haut patronage qu'est constitué le Comité pour la célébration du millénaire de l'avènement d'Hugues Capet. Sa présidence est assurée par le directeur général des Archives de France, Jean Favier.

## Événements
Côté légitimisme, Alphonse de Bourbon, duc d'Anjou et de Cadix, chef de la maison de Bourbon, est invité au colloque d'ouverture de l'année du millénaire, qui se tient le 20 janvier au palais du Luxembourg sous la présidence d'Alain Poher, président du Sénat, sur le thème « D'Hugues Capet à Louis Capet »
Les festivités du millénaire sont ouvertes le 3 avril 1987, dans la grande nef de la cathédrale Notre-Dame d'Amiens, en présence de François Mitterrand et d'un public de 800 personnes environ.
Côté orléanisme, des célébrations ont lieu dans la basilique de Saint-Denis par François Mitterrand, en présence d'Henri d'Orléans, comte de Paris. En septembre 1987, devant des milliers de fidèles invités, Henri d'Orléans, comte de Paris, titre ses petits-fils Jean et Eudes, respectivement duc de Vendôme et duc d’Angoulême, lors d’une grande cérémonie solennelle célébrée au château d'Amboise. Il présente alors Jean d’Orléans comme son successeur à la tête de la maison de France.
Une pièce de monnaie  de Dix francs Millénaire Capétien est émise en 1987 à l'occasion du millénaire.
Des colloques scientifiques et des manifestations culturelles et festives se tiennent dans les régions de France.
Deux expositions sont organisées sur les sacres royaux, l’une sur l’évolution du rite à l’Hôtel de Soubise et l’autre sur les instruments au Musée du Louvre à Paris. Une exposition itinérante sur la dynastie capétienne est réalisée par la Délégation aux célébrations nationales.

## Reportages
- Les Grandes Chroniques du millénaire une série pour FR3 consacrée au millénaire capétien et à l'histoire de France à travers ses rois depuis Hugues Capet, réalisée par Jacques Dupont.
- Le Guide du Millénaire, publié par Patrice Vermeulen, président de l’Association du millénaire capétien.

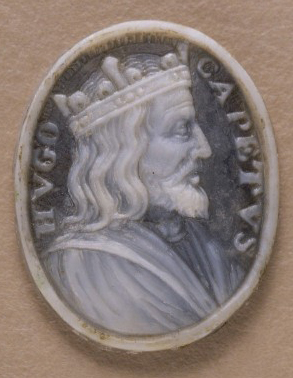
Médaillon présentant Hugues Capet de profil (vue d'artiste), 1630-1640, Bibliothèque nationale de France
Revers du Dix francs Millénaire Capétien
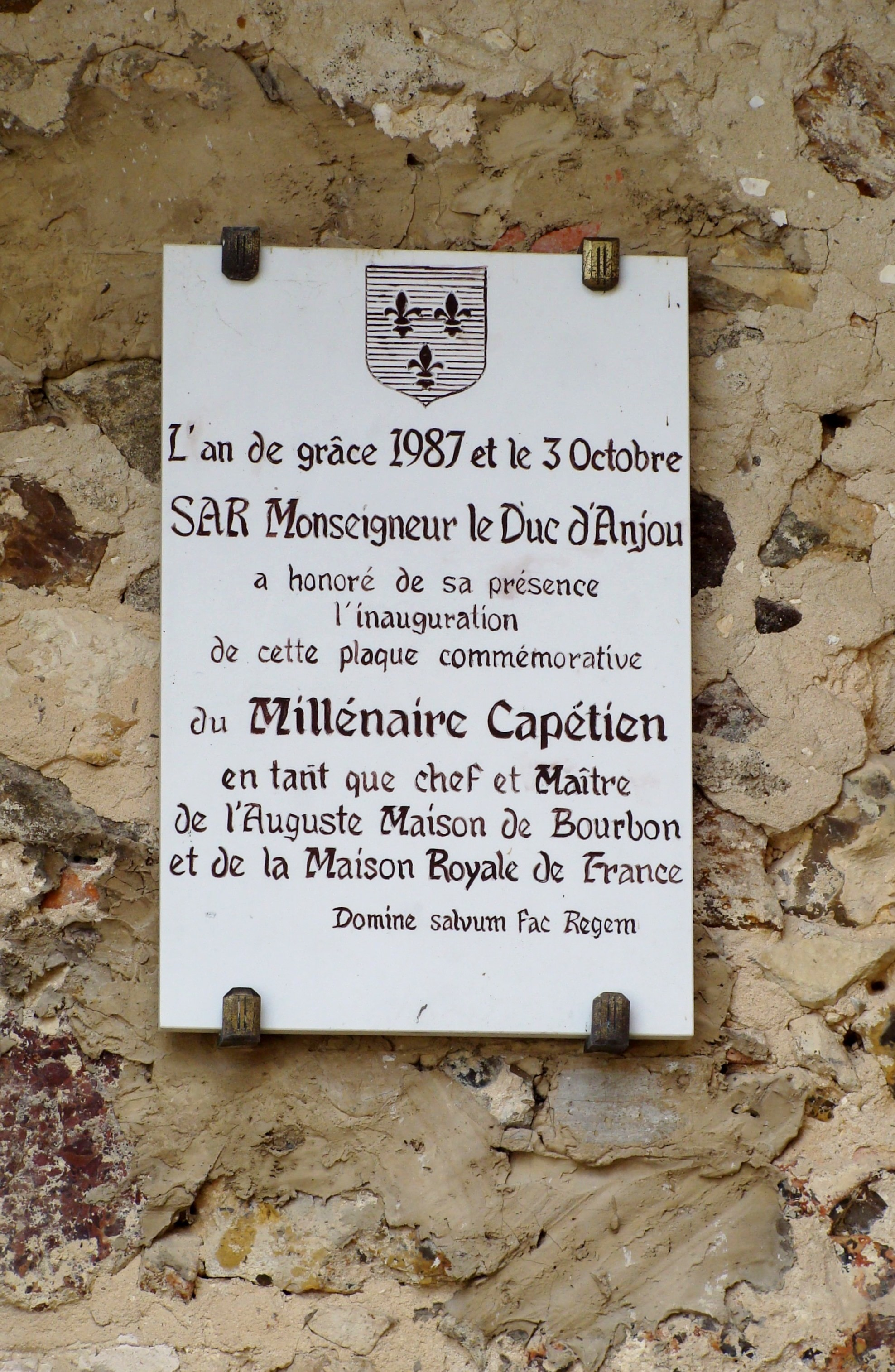
Plaque du Millénaire capétien apposée à château de Béthune, à La Chapelle-d’Angillon (Cher)
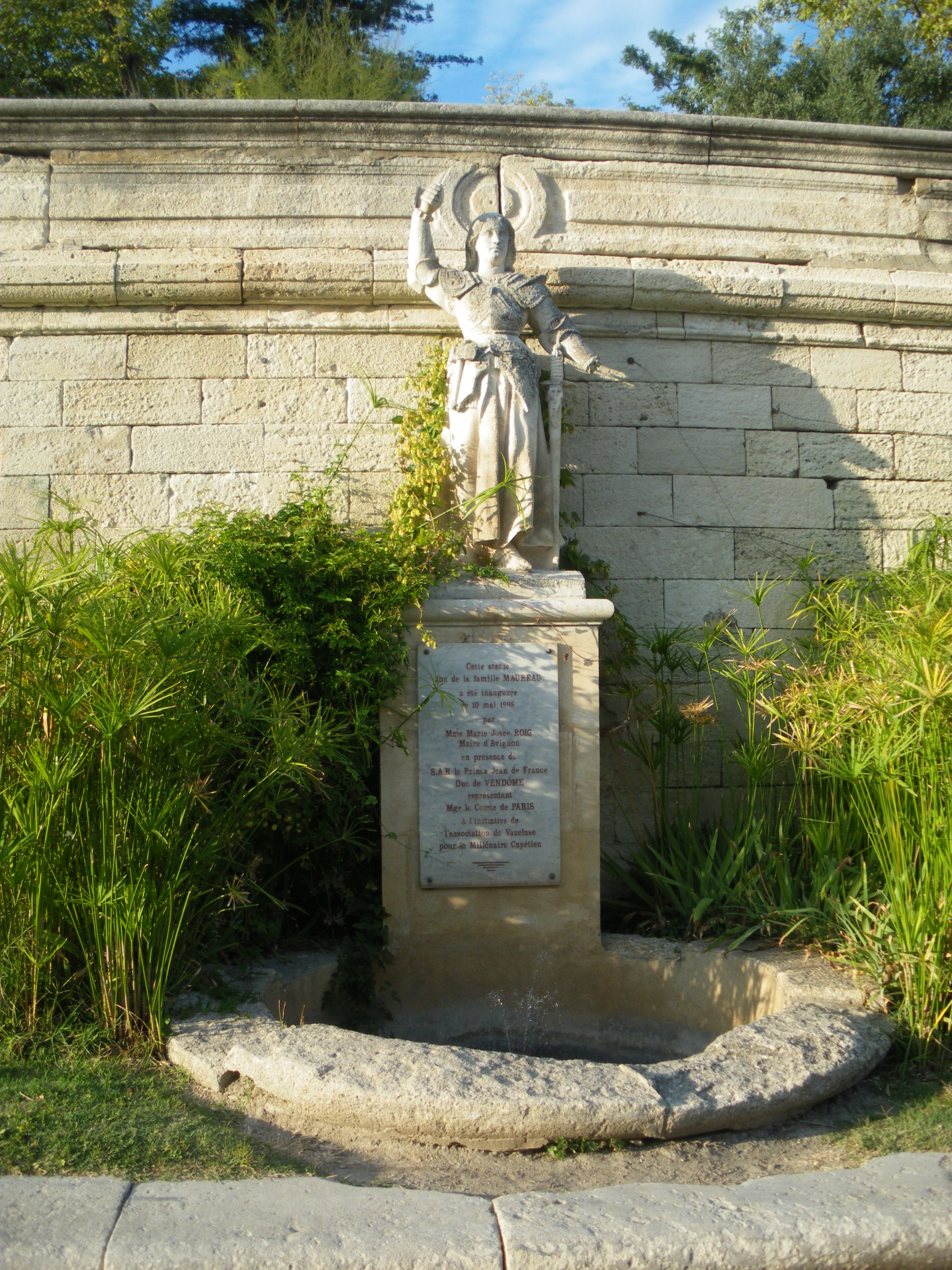
Statue inaugurée en 1998 à l’initiative de « l’association de Vaucluse du  Millénaire Capétien » au jardin des Doms, à Avignon (Vaucluse)